# Cửa khẩu Đăk Peur
Cửa khẩu Đăk Peur là cửa khẩu trên vùng đất xã Thuận An, huyện Đăk Mil, tỉnh Đắk Nông, Việt Nam .
Cửa khẩu Đăk Peur thông thương với cửa khẩu Nam Lieou thuộc huyện Pechr Chenda tỉnh Mondulkiri, Campuchia  12°25′37″B 107°33′17″Đ / 12,426951°B 107,55459°Đ.
Cửa khẩu đặt tên theo suối Đăk Peur, hồ Đăk Peur và buôn Đăk Peur ở địa phương, các tên đã ghi trên bản đồ địa hình 1:100.000 do người Pháp lập hồi năm 1930. Tên cửa khẩu còn viết là cửa khẩu Đăk Per hay cửa khẩu Đăk Pơ, nhưng phân biệt với huyện Đăk Pơ ở phía đông tỉnh Gia Lai.

## Vị trí
Cửa khẩu Đăk Peur nằm cách Quốc lộ 14 khoảng 4 km, cách thị trấn Đăk Mil khoảng 8 km, cách thành phố Gia Nghĩa khoảng 60 km về phía tây nam. Cửa khẩu cách Thành phố Hồ Chí Minh khoảng 300 km về phía đông bắc.
Về phía Campuchia, từ cửa khẩu Đăk Per đến trung tâm huyện Pechr Chenda khoảng 35 km, đến tỉnh lỵ Muldulkiri, Campuchia khoảng 40 km, đến trung tâm huyện lỵ Kaoh Nheaek khoảng 100 km .